# Alpspitze
Die Alpspitze ist ein 2628 m ü. NHN hoher Berg im Wettersteingebirge. Der pyramidenförmige Gipfel gilt als Wahrzeichen von Garmisch-Partenkirchen und als eine der bekanntesten und schönsten Berggestalten der Nördlichen Kalkalpen. Er besteht vor allem aus Wettersteinkalk aus der oberen Trias. 

## Anstiege
Auf die Alpspitze führen mehrere Klettersteige. Der kürzeste Anstieg erfolgt von der Bergstation Osterfelderkopf (2033 m) der Alpspitzbahn von Garmisch-Partenkirchen. Vom Osterfelderkopf kann die Alpspitze entweder direkt über die „Alpspitz-Ferrata“, einen leichten, weitgehend gesicherten und vielbegangenen Klettersteig, erstiegen werden (ca. 2 Stunden vom Osterfelderkopf) oder man erreicht den Gipfel über den Nordwandsteig, der in einem Bogen nach Osten ins Oberkar und von dort am linken Rand des Kars zum Gipfel führt.
Eine weitere Auf- bzw. Abstiegsmöglichkeit besteht von der Grießkarscharte (2460 m), die man entweder von der Höllentalangerhütte im Höllental über das Mathaisenkar erreicht (Klettersteig) oder vom Stuibensee über das Grießkar.
Die oft begangene Führe von der Alpspitze über den Jubiläumsgrat zur Zugspitze ist eine schwierige und lange Klettertour, bei der Stellen im dritten Schwierigkeitsgrad der UIAA-Skala zu bewältigen sind.

## Gipfelkreuz
Das Gipfelkreuz wurde 1946 von Richard Weber und Kaspar Jocher zusammen mit der Kolpingsfamilie Garmisch aufgestellt. Zum 25. und 50. Jahrestag der Aufstellung wurde jeweils eine Gedenktafel am Kreuz angebracht.

## Bildergalerie

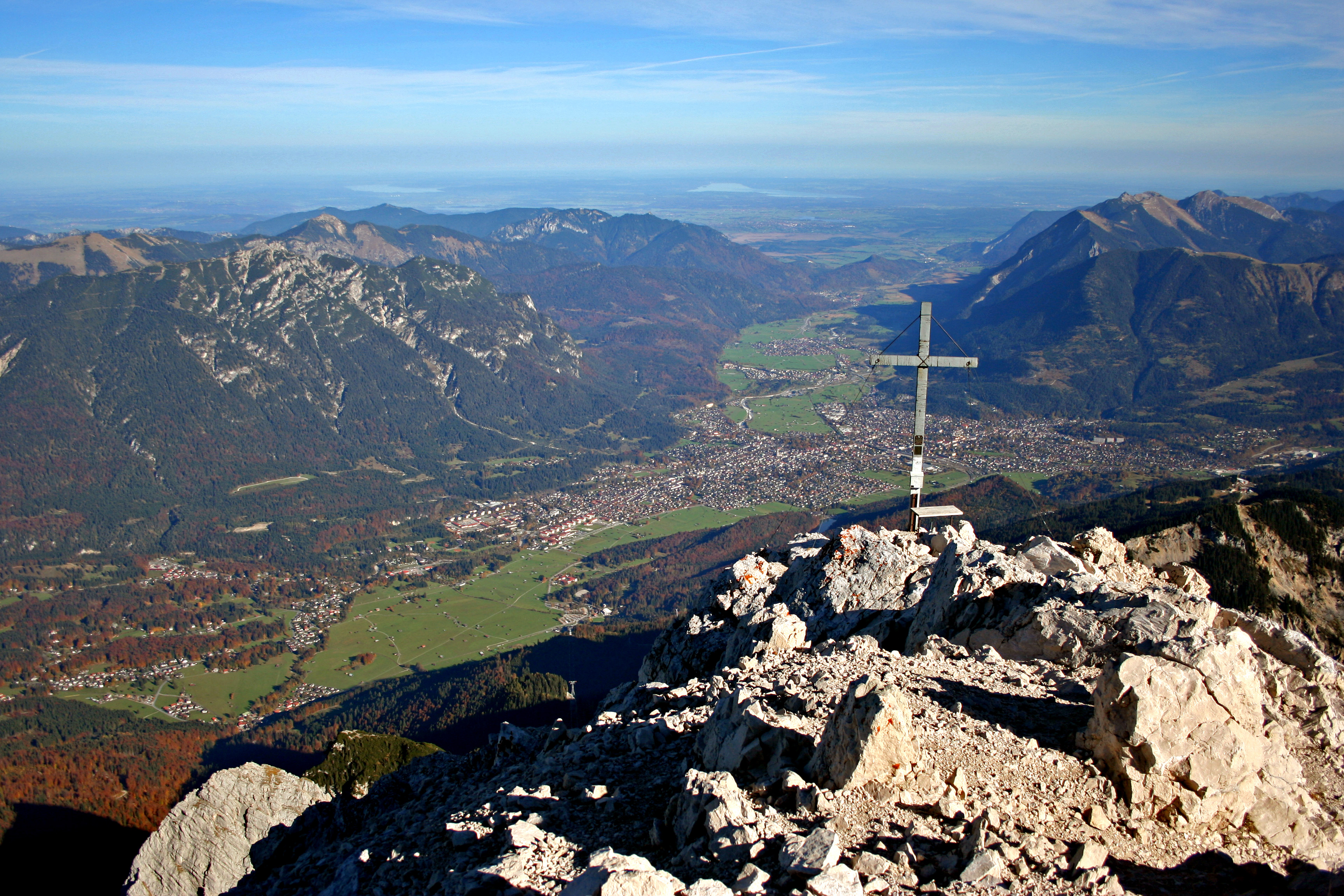
Alpspitze mit Blick auf das Loisachtal
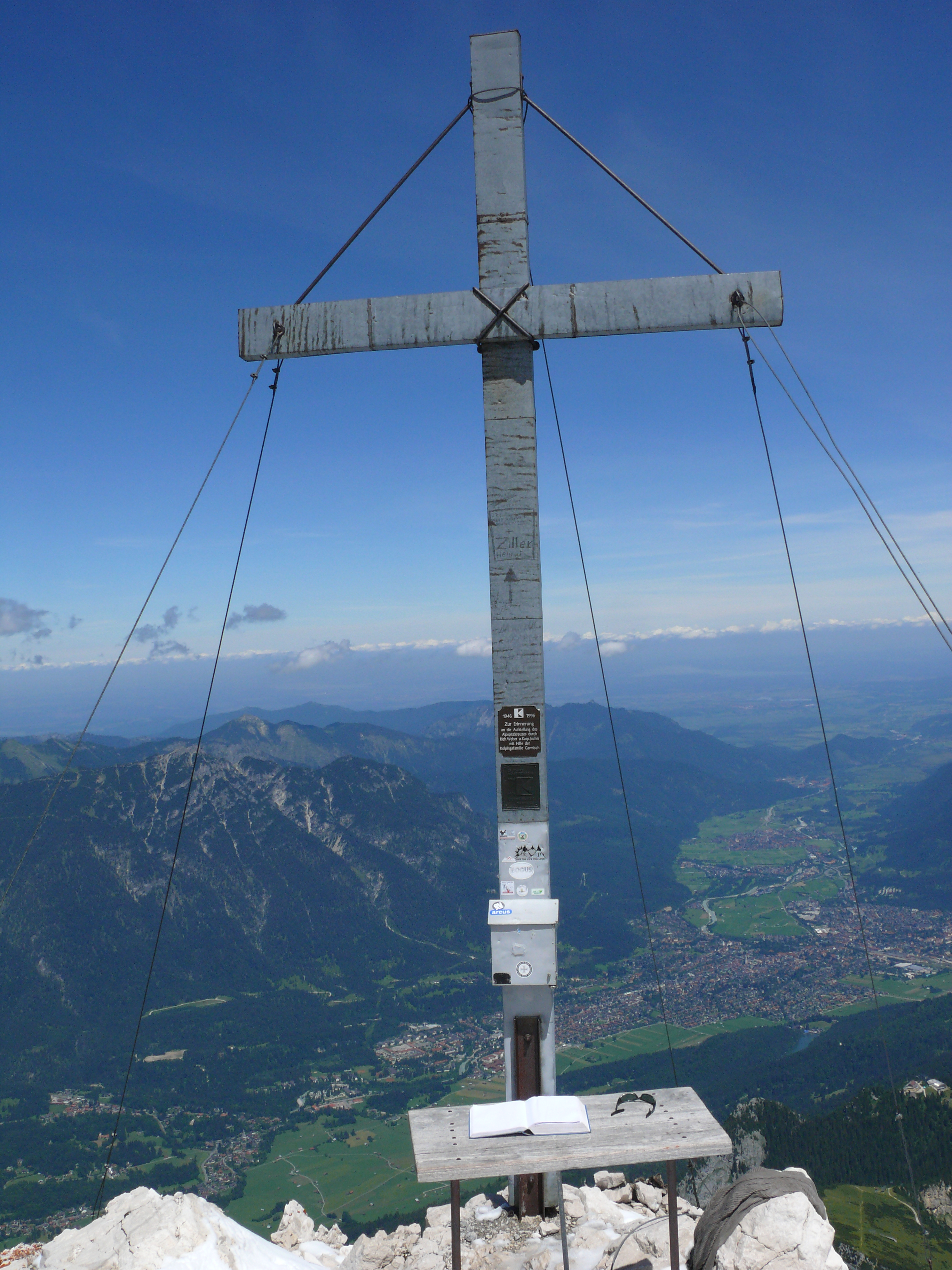
Gipfelkreuz der Alpspitze mit Gipfelbuch
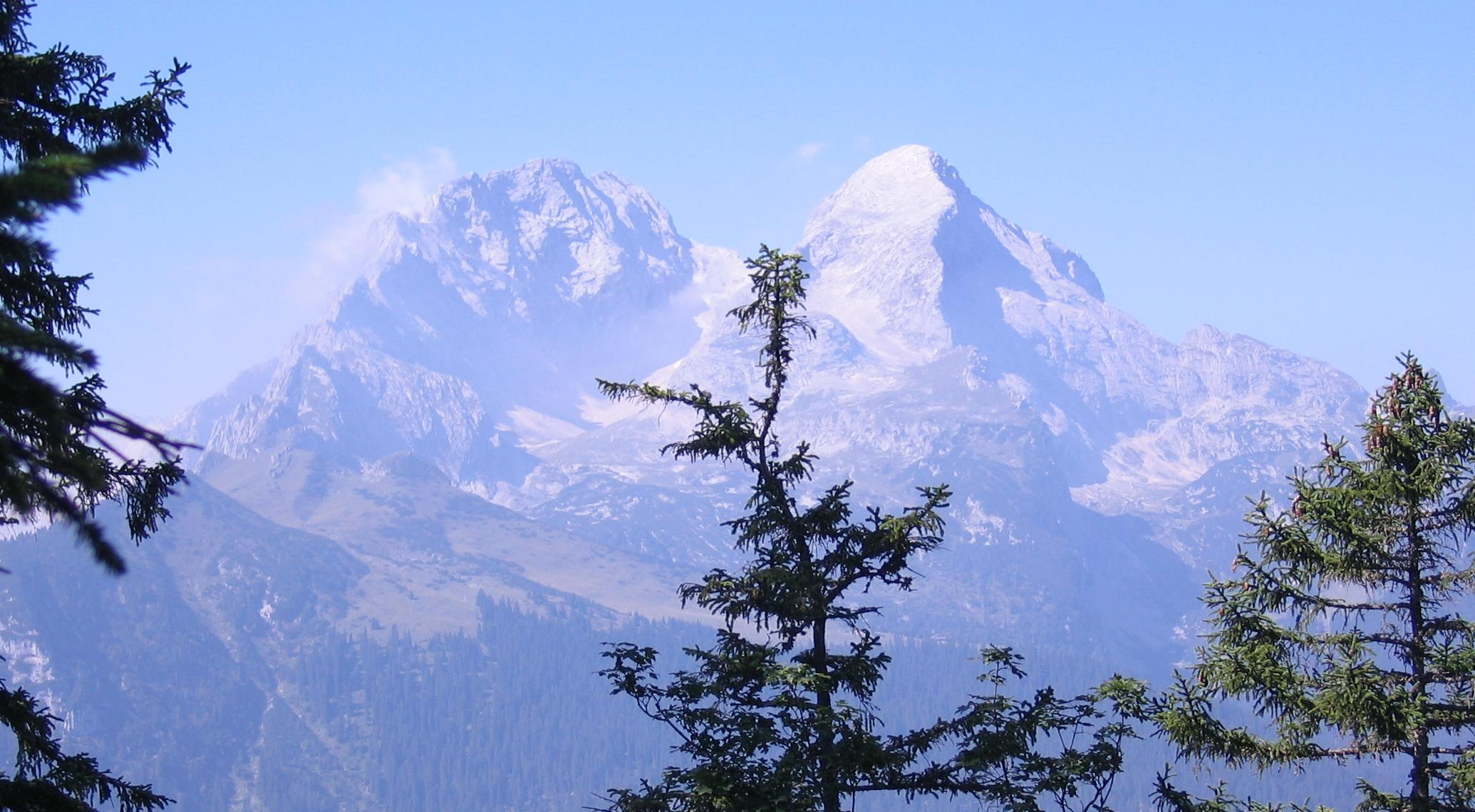
Alpspitze (rechts) und Hochblassen (links) vom Schachen-Anstieg
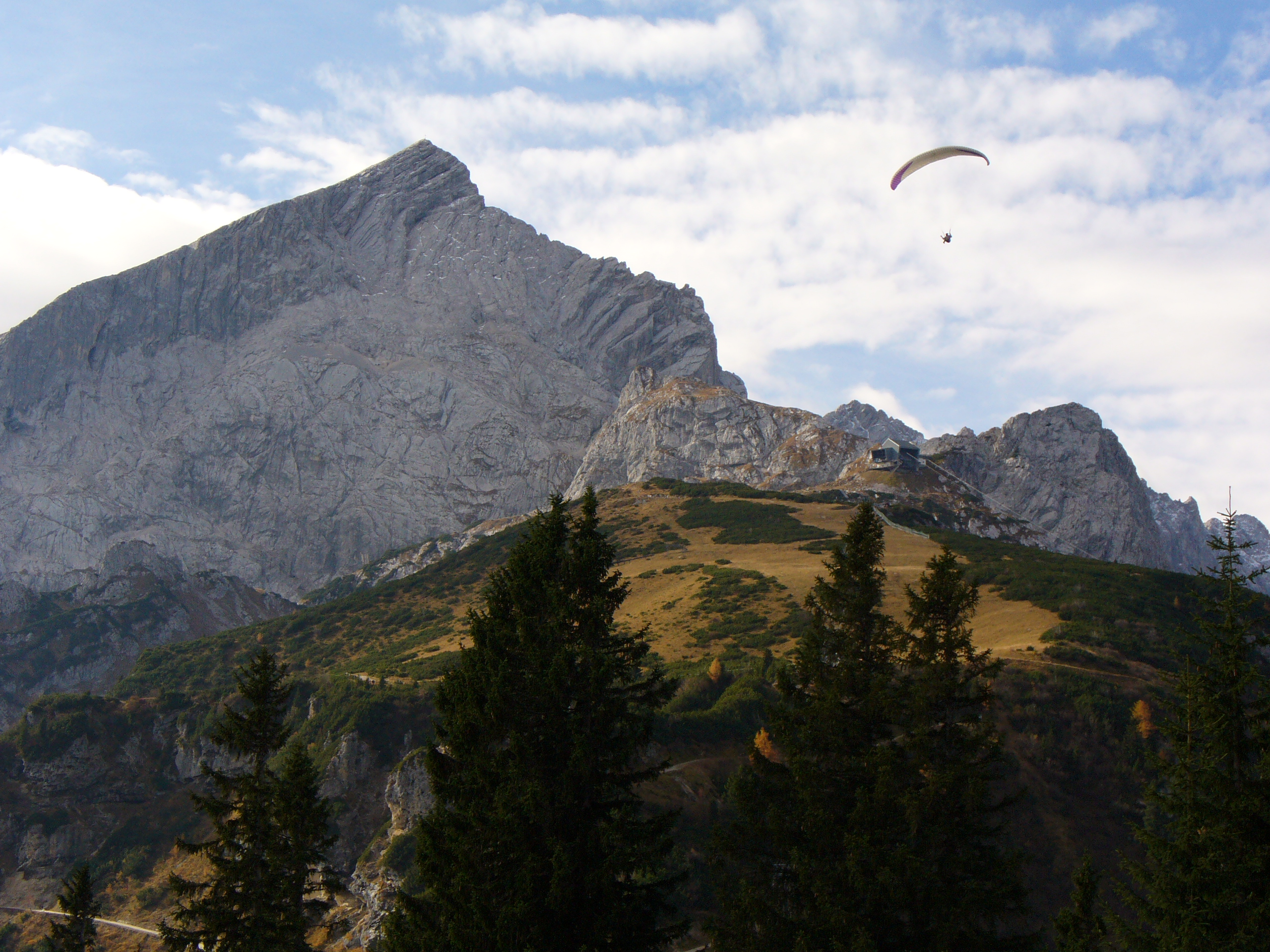
Alpspitze mit Gleitschirmflieger
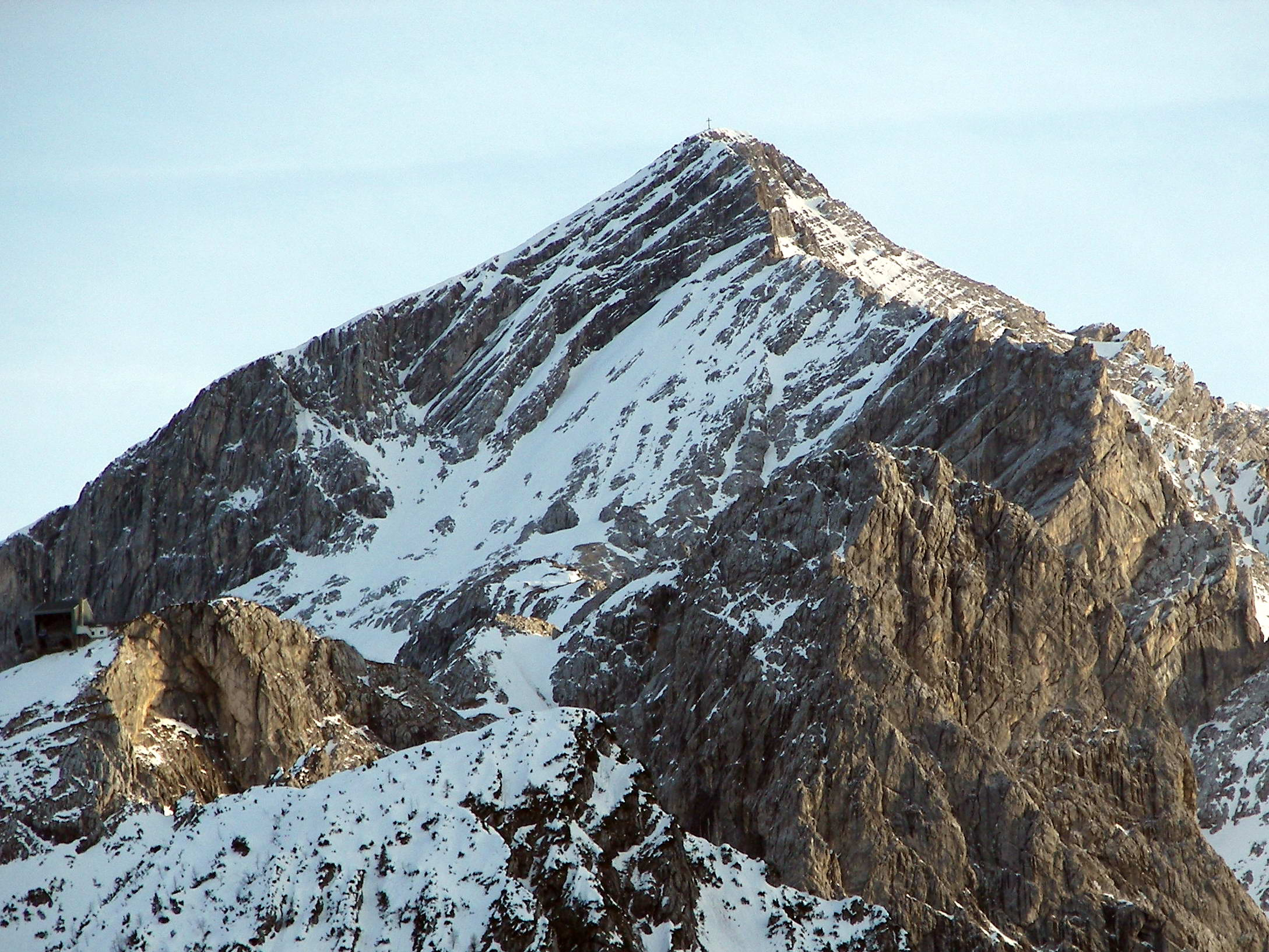
Alpspitze im Winter
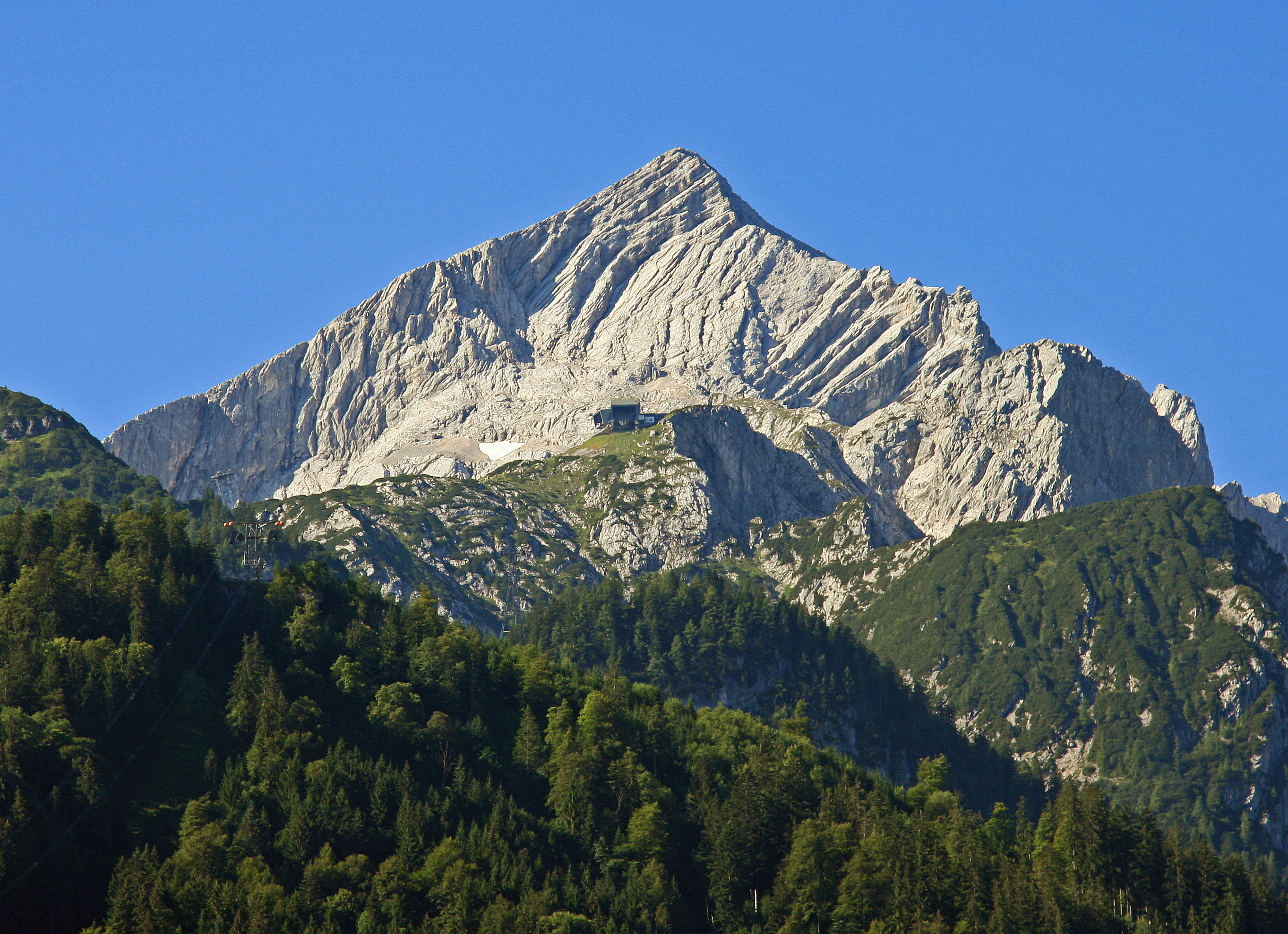
Alpspitze mit Bergstation Osterfelder
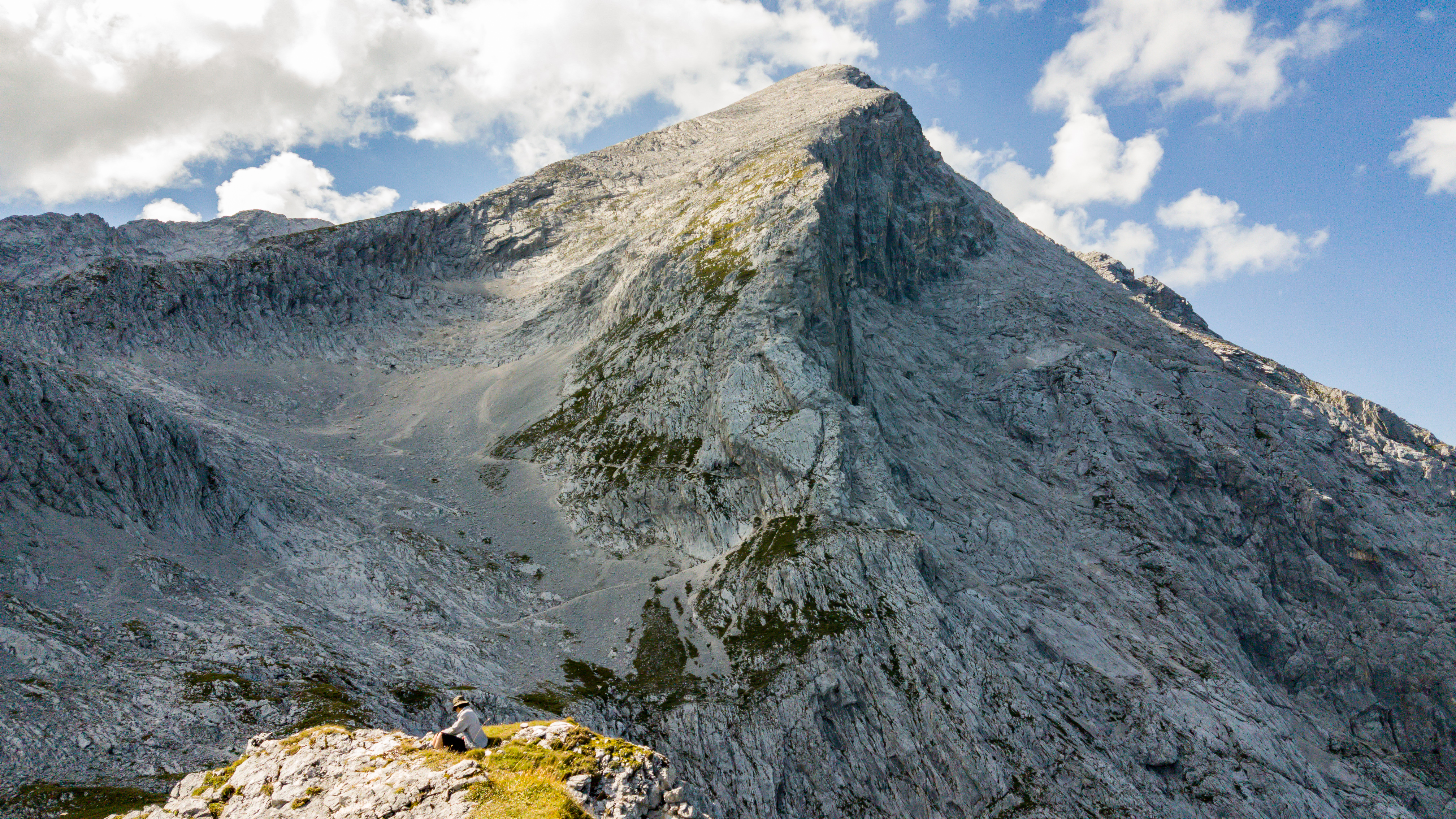
Blick vom Bernadeinkopf auf die Alpspitze
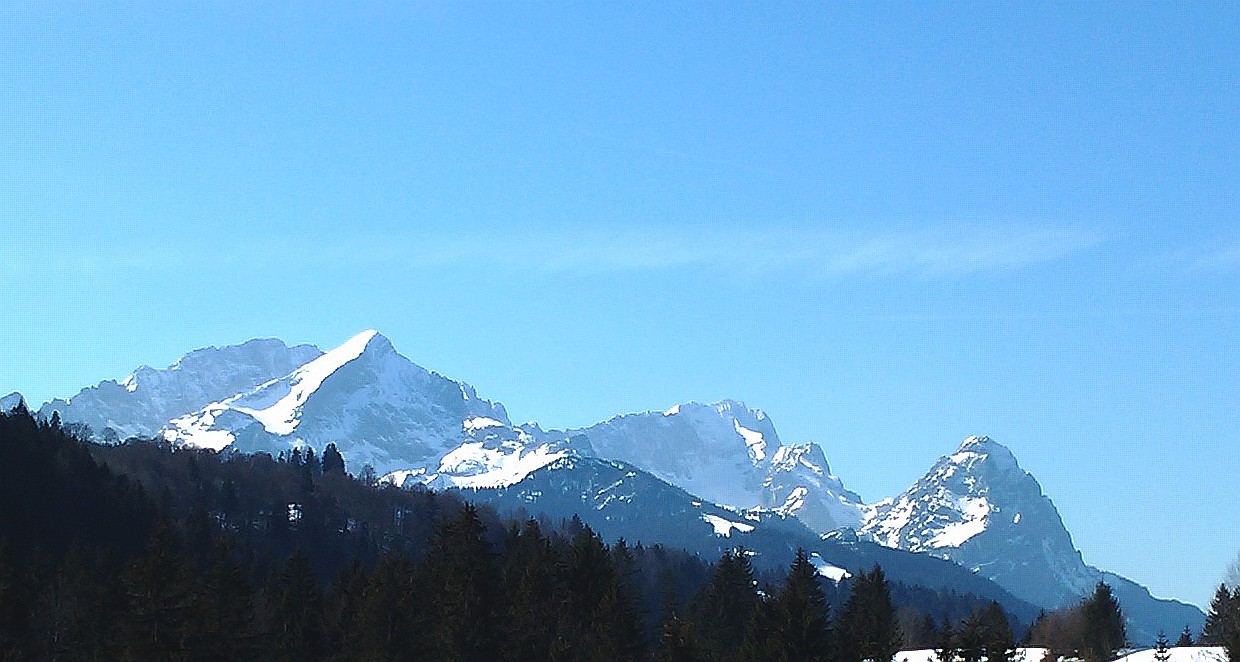
Blick von Nordosten auf Hochblassen, Alpspitze, Zugspitze und Waxenstein